# Бойко Анатолій Григорович
Анато́лій Григо́рович Бо́йко (9 квітня 1947, Луганськ) — радянський та український тренер з легкої атлетики. Майстер спорту СРСР. Заслужений тренер України. Заслужений працівник фізичної культури та спорту України (2012).

## Біографія
Анатолій Григорович Бойко народився 9 квітня 1947 року в Луганську.
Був членом збірної СРСР із легкої атлетики. Тренувався в Анатолія Миколайовича Панченка, Тетяни Іванівни Плеханової та Зорія Давидовича Крейніса. Бойко — ексрекордсмен України у потрійному стрибку — 16,59 м (1972).
Після закінчення спортивної кар'єри працював викладачем у технікумі фізичної культури. Потім став тренером-викладачем Донецької школи вищої спортивної майстерності та доцентом кафедри олімпійського та професійного спорту Донецького державного інституту здоров'я, фізичного виховання та спорту.
Найвідомішою вихованкою Анатолія Григоровича є Ольга Саладуха — бронзовий призер Олімпійських ігор 2012 року, чемпіонка світу 2011 року, триразова чемпіонка Європи (2010, 2012, 2014)., яка тренувалася у нього з 13 років Також Бойко тренував майстра спорту міжнародного класу Ольгу Бойко та Христину Русинову.
Одружений із Зоєю Олексіївною Бойко, яка працювала тренером з легкої атлетики, а нині директор донецької СДЮШОР № 8 ім. С. Бубки. Дочка Ольга.

## Нагороди та звання
- Почесне звання «Заслужений тренер України» з легкої атлетики.
- Почесне звання «Заслужений працівник фізичної культури та спорту України» (2012).